# Церква Святого Великомученика Димитрія Солунського (Юр'ямпіль)
Церква Святого Великомученика Димитрія Солунського в Юр'ямполі — парафія і храм Борщівське благочиння Тернопільської єпархії Православної церкви України в селі Юр'ямпіль Чортківського району Тернопільської области.
Оголошена пам'яткою архітектури місцевого значення (охоронний номер 418).

## Історія церкви
Храм був зведений з каменю у 1853 році за сприяння графа Тита Борковського. Пізніше, у 1888 році, з дерева були добудовані перехід і захристя на кошти храму та добровільні пожертвування парафіян. У храмі є два виходи: один — з центральної частини, інший — із захристя. Дерев'яний престол покритий бляхою.
Дерев'яна дзвіниця, також покрита бляхою, була збудована у 1855 році навпроти вхідних дверей храму.
На території села також розташовані:
- Пам'ятний хрест на честь скасування панщини (XIX століття).
- Пам'ятник воїнам-односельцям, полеглим у Другій світовій війні, споруджений і освячений у 1990 році.
- Пам'ятна табличка на честь Ярослава Кондри, встановлена у 1990 році.

## Парохи
- о. Михайло Батій.